# Altes Museum
L'Altes Museum ("Museo vecchio") è un museo statale di Berlino, sito sull'Isola dei musei.
Chiamato inizialmente Königliches Museum ("museo reale"), assunse il nome attuale nel 1845, con l'apertura del Neues Museum ("Museo nuovo").
Si affaccia sul giardino detto Lustgarten, non lontano dal fiume Sprea, dal viale Unter den Linden e dal duomo.

## Storia
L'Altes Museum fu eretto secondo i canoni dell'architettura neoclassica tra il 1823 ed il 1828 ad opera dell'architetto Karl Friedrich Schinkel. Come suggeriva il nome originale, fu inizialmente concepito per ospitare la collezione d'arte della famiglia reale (per iniziativa di Federico Guglielmo III di Prussia). Finì poi per ospitare reperti antichi di vario genere.
Aprì le porte al pubblico nel 1830 come primo museo pubblico in Prussia. Danneggiato dalle fiamme durante la seconda guerra mondiale, fu restaurato dal 1958 al 1966. Oggi è sede della collezione antica dei Musei statali di Berlino, e ha ospitato, in attesa della riapertura del Neues Museum (nel 2009), il Museo egizio.

## Architettura
L'Altes Museum mostra il sobrio ed ampio colonnato della facciata a chi si trova nel giardino del Lustgarten.
La spiccata orizzontalità dell'esterno è compensata dalla decorativa serie di colonne, di ordine ionico ed alleggerite da scanalature.
L'edificio è a pianta rettangolare, ma in esso è integrato un ampio blocco centrale a pianta quadrata. Quest'ultimo sovrasta il resto della costruzione ed è quindi visibile anche dall'esterno; il blocco ospita la rotonda, della quale il visitatore ha un'immagine solo all'interno.